# 충효로 (청송 안동)
충효로(Chunghyo-ro)는 경상북도 청송군 현서면 덕계리 덕계삼거리와 안동시 운흥동 영가대교 북단을 잇는 경상북도의 도로이다. 대부분의 구간이 국도 제35호선에 속한다.

## 연혁
- 1998년 1월 12일 : 금소교(안동시 임하면 금소리) 2km 구간 개통, 기존 구간 폐지[1]
- 2000년 12월 18일 : 안동정상 택지지구내 도로(안동시 정상동) 9.015km 구간 개통[2]
- 2009년 7월 30일 : 2개 이상 시·군에 걸쳐 있는 도로로 충효로를 고시[3]
- 2011년 6월 27일 : 안동시 국도대체우회도로 수상 ~ 신석간 도로 개통에 의해 안동시 남선면 신석리 ~ 현내리 4.7km 구간 폐지[4]
- 2014년 2월 6일 : 안동 ~ 길안간 도로 개통으로 인해 기존 200m 구간 폐지[5]
- 2014년 3월 25일 : 안동 ~ 길안간 도로(안동시 임하면 신덕리 ~ 오대리) 5.454km 구간 부분 개통[6]
- 2014년 10월 29일 : 안동 ~ 길안간 도로(안동시 임하면 신덕리) 3.35km 구간 확장 개통[7] 및 기존 안동시 남선면 이천리 ~ 임하면 오대리 6.9km 구간 폐지[8]
- 2018년 6월 8일 : 기계 ~ 안동간 도로 4공구(안동시 길안면 천지리 ~ 임하면 오대리) 3.63km 구간 확장 개통[9], 기존 구간 폐지[10]

## 주요 경유지
경상북도
- 청송군 현서면 - 안동시 (길안면 · 임하면 · 남선면 · 정상동 · 정하동 · 운흥동)

## 노선
| 이름                            | 접속 노선                                                       | 소재지                                 | 소재지                                 | 비고                                               |
| ------------------------------- | --------------------------------------------------------------- | -------------------------------------- | -------------------------------------- | -------------------------------------------------- |
| 덕계삼거리                      | 국도 제35호선 국가지원지방도 제68호선 지방도 제930호선 (청송로) | 청송군                                 | 현서면                                 | 국도 제35호선 구간 지방도 제930호선 구간           |
| 마사터널                        |                                                                 | 청송군                                 | 현서면                                 | 국도 제35호선 구간 지방도 제930호선 구간 연장 225m |
| 마사터널                        | 안동시                                                          | 길안면                                 |                                        | 국도 제35호선 구간 지방도 제930호선 구간 연장 225m |
| 명곡교 둔전교                   | 안동시                                                          | 길안면                                 |                                        | 국도 제35호선 구간 지방도 제930호선 구간           |
| (이름 없음)                     | 안동시                                                          | 길안면                                 | 송사시장길                             | 국도 제35호선 구간 지방도 제930호선 구간           |
| 송사교 남단                     | 안동시                                                          | 길안면                                 | 송사시장길                             | 국도 제35호선 구간 지방도 제930호선 구간           |
| 송사교                          | 안동시                                                          | 길안면                                 |                                        | 국도 제35호선 구간 지방도 제930호선 구간           |
| 송사삼거리                      | 안동시                                                          | 길안면                                 | 지방도 제930호선 (대사로)              | 국도 제35호선 구간 지방도 제930호선 구간           |
| 금곡교                          | 안동시                                                          | 길안면                                 |                                        | 국도 제35호선 구간                                 |
| 금곡리                          | 안동시                                                          | 길안면                                 | 미내소일길                             | 국도 제35호선 구간                                 |
| 고란교                          | 안동시                                                          | 길안면                                 |                                        | 국도 제35호선 구간                                 |
| 고란삼거리                      | 안동시                                                          | 길안면                                 | 고란길                                 | 국도 제35호선 구간                                 |
| 묵계리                          | 안동시                                                          | 길안면                                 | 국만리길 묵계중리길 선항길             | 국도 제35호선 구간                                 |
| 묵계교                          | 안동시                                                          | 길안면                                 | 오락길                                 | 국도 제35호선 구간                                 |
| 만음교                          | 안동시                                                          | 길안면                                 | 만음1길                                | 국도 제35호선 구간                                 |
| 명덕교                          | 안동시                                                          | 길안면                                 |                                        | 국도 제35호선 구간                                 |
| 동안동IC 교차로                 | 안동시                                                          | 길안면                                 | 국도 제35호선 (만음현하로)             | 국도 제35호선 구간                                 |
| 길안면사무소사거리              | 안동시                                                          | 길안면                                 | 지방도 제914호선 (길안청송로) (천지길) |                                                    |
| 길안마을2 교차로                | 안동시                                                          | 길안면                                 | 국도 제35호선 (만음현하로)             | 길안마을1 교차로와 연결                            |
| 길안사거리                      | 안동시                                                          | 길안면                                 | 지방도 제914호선 (의성길안로) (천지길) |                                                    |
| 현하교                          | 안동시                                                          | 길안면                                 | 골삽실길                               |                                                    |
| 골삽실1 교차로                  | 안동시                                                          | 길안면                                 | 국도 제35호선 (만음현하로)             | 골삽실 교차로와 연결                               |
| 오대 교차로                     | 안동시                                                          | 국도 제35호선 (만음현하로) 원오대길    | 임하면                                 | 국도 제35호선 구간                                 |
| 신기천교                        | 안동시                                                          |                                        | 임하면                                 | 국도 제35호선 구간                                 |
| 신기 교차로 (신기육교)          | 안동시                                                          | 금소길                                 | 임하면                                 | 국도 제35호선 구간                                 |
| 금소교                          | 안동시                                                          |                                        | 임하면                                 | 국도 제35호선 구간                                 |
| 금소 교차로 (금소육교)          | 안동시                                                          | 금소길                                 | 임하면                                 | 국도 제35호선 구간                                 |
| 신덕교                          | 안동시                                                          |                                        | 임하면                                 | 국도 제35호선 구간                                 |
| 신덕2 교차로 (신덕2육교)        | 안동시                                                          | 국도 제35호선 (남순환로) 금소길 새못길 | 임하면                                 | 국도 제35호선 구간                                 |
| (임하초등학교)                  | 안동시                                                          | 앞산밑길                               | 임하면                                 |                                                    |
| (김재규학원 앞) (구 건동대학교) | 안동시                                                          | 건동길                                 | 임하면                                 |                                                    |
| 신덕1삼거리                     | 안동시                                                          | 국도 제35호선 (남순환로)               | 임하면                                 | 신덕1 교차로와 연결                                |
| 한국전기안전공사 경북북부지사   | 안동시                                                          | 추목로                                 | 남선면                                 |                                                    |
| 이천교                          | 안동시                                                          | 뱁실길                                 | 남선면                                 |                                                    |
| 이천리                          | 안동시                                                          | 샘들윗길                               | 남선면                                 |                                                    |
| 신석 교차로                     | 안동시                                                          | 국도 제34호선 국도 제35호선 (남순환로) | 남선면                                 |                                                    |
| 남선농공단지                    | 안동시                                                          | 농공단지길                             | 남선면                                 |                                                    |
| 신석교                          | 안동시                                                          |                                        | 남선면                                 |                                                    |
| 남선파출소                      | 안동시                                                          | 구미양지마길                           | 남선면                                 |                                                    |
| 큰재                            | 안동시                                                          |                                        | 남선면                                 |                                                    |
| 강남동                          | 안동시                                                          |                                        |                                        |                                                    |
| 정상 교차로                     | 안동시                                                          | 국도 제34호선 국도 제35호선 (남순환로) | 국도 제35호선 구간                     |                                                    |
| (아늑골입구)                    | 안동시                                                          | 강남1길 강남9길                        | 국도 제35호선 구간                     |                                                    |
| (남광빌딩)                      | 안동시                                                          | 강남5길                                | 국도 제35호선 구간                     |                                                    |
| 영가대교 남단                   | 안동시                                                          | 국도 제35호선 (강남로)                 | 국도 제35호선 구간                     |                                                    |
| 영가대교                        | 안동시                                                          |                                        |                                        |                                                    |
| 중구동                          | 안동시                                                          |                                        |                                        |                                                    |
| 영가대교 북단                   | 안동시                                                          | 육사로                                 |                                        |                                                    |

## 주요 건물 및 시설
- 묵계종택 (경상북도 안동시 길안면 충효로 1736-5)
- 길안초등학교 (경상북도 안동시 길안면 충효로 2230)
- 길안농촌마을회관 (경상북도 안동시 길안면 충효로 2249)
- 임하면복지회관, 임하면마을회관 (경상북도 안동시 임하면 충효로 3248)
- 임하면행정복지센터 (경상북도 안동시 임하면 충효로 3254)
- 임하파출소 (경상북도 안동시 임하면 충효로 3257)
- 안동임하우체국 (경상북도 안동시 임하면 충효로 3258)
- 한국전기안전공사 경북북부지사 (경상북도 안동시 남선면 충효로 3474)
- 안동남선우체국 (경상북도 안동시 남선면 충효로 3850)
- 남선파출소 (경상북도 안동시 남선면 충효로 3854)
- 남선면사무소, 남선면보건지소 (경상북도 안동시 남선면 충효로 3866)